# Tarlatán

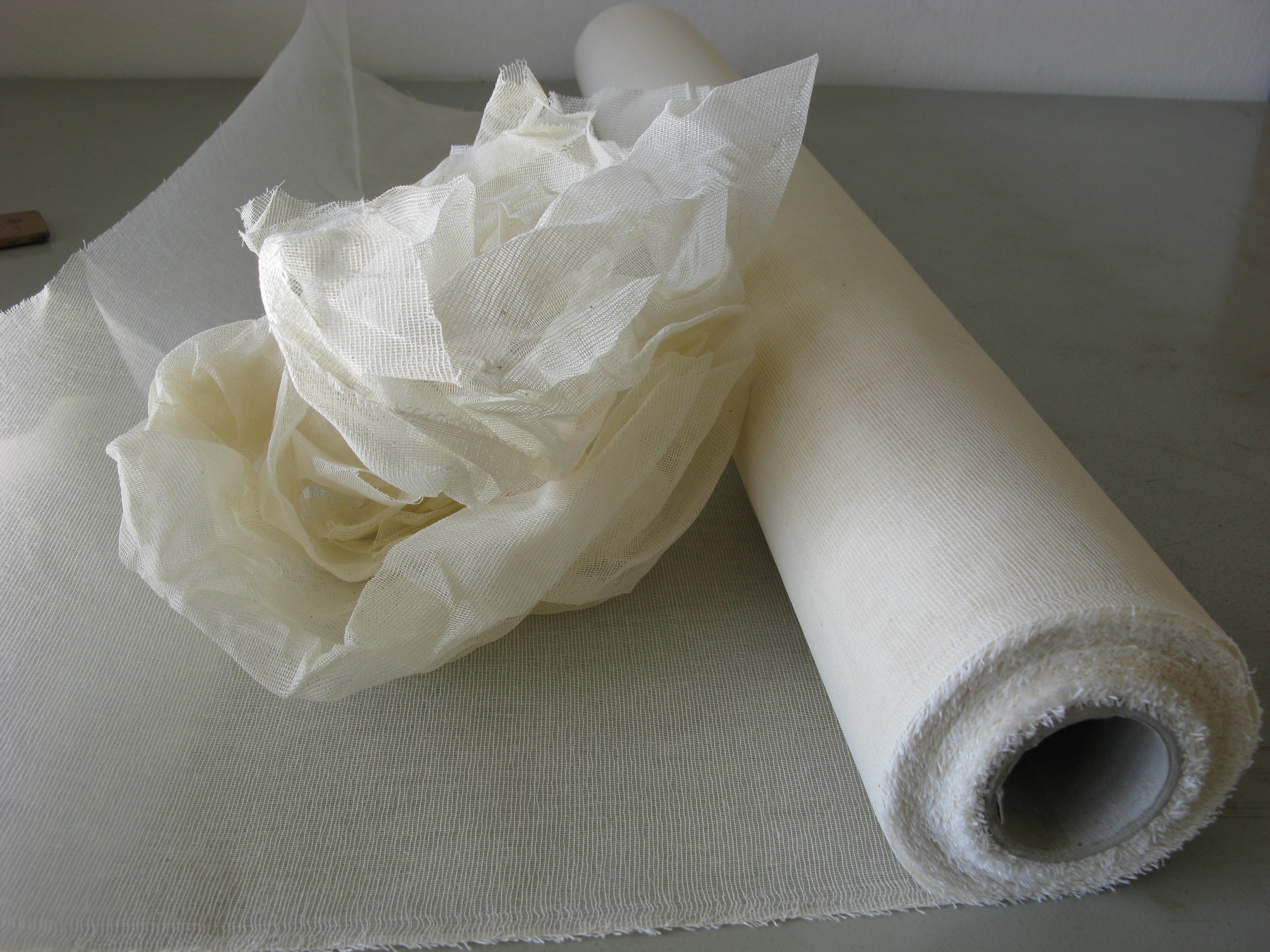
Tarlatán v metráži (Itálie 2010)

Tarlatán je průhledná bavlněná tkanina v plátnové nebo keprové vazbě
s hustotou 7-10 nití na centimetr z jednoduché příze 12-17 tex, často se silným nánosem apretury (např. škrobu). Vyráběl se také s jednoduchými proužky nebo drobným vzorováníním zhotoveným ze zlaté nebo stříbrné niti.
Dříve se tkanině říkalo také gazové plátno nebo tirleton, pro některé účely je vzorovaná postříbřenou nebo pozlacenou nití.
Použití: Dekorace, divadelní a karnevalové kostýmy, tampony při výrobě hlubotisku.
Slovo tarlatán je od původu francouzské (zprvu na konci 17. stol. v podobě ternatane), v češtině je doloženo od r. 1862. Tkanina byla původně dovážena z Indie, takže se výrazu (v Anglii známém od 20. let 18. století) někdy přikládá indický původ.